# Nikola Milojević
Nikola Milojević - em sérvio, Никола Милојевић (Mladenovac, 16 de Abril de 1981) é um futebolista sérvio que joga habitualmente a guarda-redes.

## Carreira
Fez parte da Seleção Servo-montenegrina Olímpica que saiu na primeira fase, terminando em quarto lugar de Grupo C.
Em 28 de Janeiro de 2007, estreou-se na Superliga contra a Académica de Coimbra. No final da época 2008/2009 foi dispensado do Vitória Futebol Clube.